# Фесенко Микола Сергійович
Микола Сергійович Фесенко (25 грудня 1956, Дніпропетровськ, Українська РСР, СРСР) — радянський баскетболіст. Майстер спорту СРСР міжнародного класу. Переможець чемпіонату Європи 1981 року, 4-разовий бронзовий призер Чемпіонату СРСР (1975, 1976, 1980, 1982), срібний призер VIII Спартакіади СРСР (1983).
Вихованець Дніпропетровської спеціалізованої дитячо-юнацької спортивної школи олімпійського резерву № 5. Виступав за «Динамо» (Москва) 1973—1988. Талановитий гравець, мав унікальний кидок, гарне ведення м'яча, прохід. Разом із Володимиром Жигілієм забезпечував 50 % гри БК «Динамо» Москва.
Закінчив ДЦОЛІФК.

## Досягнення
- Чемпіон Європи 1981
- Бронзовий призер чемпіонатів СРСР 1975, 1976, 1980, 1982
- Срібний призер VIII Спартакіади СРСР (1983)